# Hubie Halloween
Hubie Halloween è un film del 2020 diretto da Steven Brill.

## Trama
Hubert Dubois, chiamato da tutti Hubie, ha quarant'anni e vive ancora con la madre e, a causa del suo carattere molto infantile, non ha amici né tantomeno una donna, anche se è follemente innamorato della sua vecchia compagna di scuola Violet Valentine; nonostante sia molto gentile e premuroso con tutti, Hubie viene preso di mira da molti compaesani, deridendolo. Per vivere fa il garzone in un supermercato, ma durante la notte di Halloween, festa sentitissima nella cittadina di Salem oltre che dallo stesso Hubie, quest'ultimo, di sua spontanea volontà, si offre come "supervisore" in città per garantire la sicurezza di tutti gli abitanti. Durante le prime ore della notte Hubie assiste a degli strani rapimenti: il primo a farne le spese è il giovane Deli Mike Mundi seguito da una coppia di coniugi; più tardi anche Mr. Landolfa farà la stessa fine. Hubie denuncia il tutto alla polizia, anche se quest'ultimi, solo inizialmente, stentano a dargli retta; tuttavia Hubie ha già un sospettato: si tratta di Walter Lambert, un vecchio solitario nuovo in città che lo stesso Hubie ha visto trasformarsi in un lupo mannaro al chiaro di luna. Walter Lambert, però, ad insaputa di Hubie, prima che avvenisse l'ultimo rapimento si era già costituito alla polizia da tempo, dicendo di essere scappato da un centro psichiatrico. Di conseguenza, la polizia, il sindaco ed alcuni abitanti presenti iniziano a sospettare che il colpevole di ciò sia proprio Hubie, cercando vendetta; difatti, tutte le persone rapite avevano una cosa in comune: i continui scherzi nei confronti del ragazzo. La polizia, tuttavia, riesce a rintracciare il cellulare di Hubie al quale risponde una voce inquietante; si scopre che dietro alle misteriose sparizioni c'è la madre di Hubie, infastidita da come le persone si comportano col figlio e che quest'ultimo non faccia nulla per reagire. La donna, che ha legato i rapiti a dei pali cosparsi di benzina, sta per dare loro fuoco, ma Hubie, che nella sua mente si ricorda di quanto successo poco prima con Violet, nella quale i due si sono dichiarati amore vero, decide istintivamente di spegnere il fiammifero prima che toccasse la paglia a terra zuppa di benzina, sventando la tragedia. Le persone legate, così, spronati dalla madre di Hubie si accorgono di ciò che hanno commesso, scusandosi col ragazzo. Accorre la polizia, ma la signora Dubois si è già dileguata nei boschi.
Un anno dopo si scopre che Hubie convive felicemente con Violet e che è diventato sindaco; inoltre, al suo passaggio per le vie del paese in bicicletta, Hubie non viene più accolto come prima, ma anzi viene acclamato anche dai più giovani.

## Produzione
Le riprese del film sono iniziate nel luglio 2019 in Massachusetts, nella città di Marblehead.
Ben Stiller partecipa al film in un cameo.

## Promozione
Il primo trailer del film è stato diffuso l'11 settembre 2020.

## Distribuzione
Il film è stato distribuito su Netflix a partire dal 7 ottobre 2020.

## Accoglienza
È stato l'undicesimo film più visto del 2020 sulla piattaforma Netflix.

### Critica
Sull'aggregatore Rotten Tomatoes il film riceve il 51% delle recensioni professionali positive con un voto medio di 5,2 su 10 basato su 71 critiche, mentre su Metacritic ottiene un punteggio di 53 su 100 basato su 19 critiche.

## Riconoscimenti
- 2021 - Nickelodeon Kids' Choice Awards[7]
  - Candidatura per il film preferito dal pubblico
  - Candidatura per l'attore preferito dal pubblico a Adam Sandler